# La Princesse mandchoue
La Princesse mandchoue est un roman historique de Juliette Benzoni paru en 1993 aux éditions Julliard. Il compose le troisième et dernier volet de la trilogie Les Dames du Méditerranée-Express.